# شهرستان سنت چارلز (میزوری)
شهرستان سنت چارلز، میزوری (به انگلیسی: St. Charles County, Missouri) یک سکونتگاه مسکونی در ایالات متحده آمریکا است که در میزوری واقع شده‌است.

## خصوصیات
شهرستان سنت چارلز ۱٬۵۳۳٫۲۸ کیلومترمربع مساحت دارد.